# Шигеу
Шигеу (рум. Șigău) — село у повіті Клуж в Румунії. Входить до складу комуни Жикішу-де-Жос.
Село розташоване на відстані 348 км на північний захід від Бухареста, 37 км на північ від Клуж-Напоки.

## Населення
За даними перепису населення 2002 року у селі проживали 49 осіб, усі — румуни. Усі жителі села рідною мовою назвали румунську.